# Marcin Oleś
Marcin Oleś (ur. 4 stycznia 1973 w Sosnowcu) – polski kontrabasista, jazzman i kompozytor.

## Życiorys
Współpracuje (tworząc przede wszystkim z bratem bliźniakiem – Bartłomiej Brat Oleś) z muzykami z całego świata i z czołówką polskiego jazzu, m.in.: David Murray, Theo Jorgensmann, Ken Vandermark, Erik Friedlander, Kenny Werner, Chris Speed, Simon Nabatov, Jean-Luc Cappozzo, Anthony Coleman, Rudi Mahall, Michael Rabinowitz, David Rempis, Mircea Tiberian, Emmanuelle Somer, Andrzej Przybielski, Adam Pierończyk, Mikolaj Trzaska, Wolfgang Reisinger, Herb Robertson, Jorgos Skolias.
Należy do najbardziej kreatywnych artystów na polskiej scenie jazzowej, co zostało dostrzeżone i wysoko ocenione zarówno przez publiczność, jak i niezależną krytykę.
Zdobywca licznych nagród i wyróżnień, mogący pochwalić się bardzo bogatą dyskografią. Wiele z płyt zrealizowanych z udziałem Marcina Olesia uznano za najlepsze albumy jazzowe w danym roku.

### Wybrana dyskografia
- 1999: Mr. Nobody
- 2000: Free Bop
- 2001: Gray Days
- 2001: Andrzej Przybielski & Custom Trio - Live
- 2002: Back Point
- 2002: Mikro Muzik
- 2002: Contemporary Quartet
- 2003: Ornette On Bass
- 2003: Miniatures
- 2003: Circles - Live in Cracow
- 2003: la SKETCH up
- 2004: Danziger Strassenmusik
- 2005: Abstract
- 2005: Suite For Trio +
- 2005: Ideas
- 2005: Directions + Theo Jörgensmann
- 2005: Chamber Quintet
- 2006: Walk Songs
- 2007: Theo Jörgensmann, Oles Brothers – “Live in Poznan 2006" (Fenommedia)
- 2007: Theo Jörgensmann & Oles Brothers – “Alchemia” (HatHut)
- 2007: Herb Robertson feat Oles Brothers – Live in Alchemia (NotTwo)
- 2008: Marcin & Bartłomiej Brat Oles – “DUO” (Fenommedia)
- 2009: Oles Brothers w/ Rob Brown – “Live at SJC” (Fenommedia)
- 2010: Oles Brothers – "Other voices other scenes" (Fenommedia)
- 2011: Second Quartet – "Fragment & Moments" (limited edition)
- 2012: Oles Brothers & Andrzej Przybielski – "De Profundis" (Fenommedia)
- 2013: Oles Brothers & Jorgos Skolias – "Sefardix" (For Tune)
- 2014: Oles Brothers & Christopher Dell – "Komeda AHEAD" (Fundacja Słuchaj)
- 2016: Oles Brothers & Jorgos Skolias – "Maggid" (Fenommedia)
- 2016: Marcin & Bartłomiej Oles Duo - "One step from the past" (Fenommedia)

### Nagrody i wyróżnienia
- stypendysta Ministra Kultury i Dziedzictwa Narodowego w dziedzinie muzyki (projekt "Lost Languages" 2015-2016)
- Folkowy Fonogram Roku 2013 za album "Sefardix" z Jorgosem Skoliasem i Bartłomiejem Olesiem
- najlepszy album jazzowy 2003 dla Ornette on Bass – Marcin Oles według portalu jazzowego Diapazon.pl
- najlepszy album jazzowy 2002 dla Oles/Trzaska/Oles – Micro Muzik według portalu jazzowego Diapazon.pl
- najlepszy album jazzowy 2002 dla Contemporary Quartet Plays ... według Audio-Video Magazine
- Nagroda Marszałka Województwa Slšskiego dla Młodych Twórców za Wybitne Osiągnięcia w Dziedzinie Tworczosci Artystycznej
- druga nagroda zespołowa dla Custom Trio – Jazz Juniors '99 in Cracow – Poland [1999]
- wyróżnienie dla najlepszego kontrabasisty i perkusisty The International Contest Jazz Juniors '99 in Cracow – Poland [1999]
- najlepszy kontrabasista Jazz Nad Odra '99 – Wroclaw – Poland 1999.

## Galeria

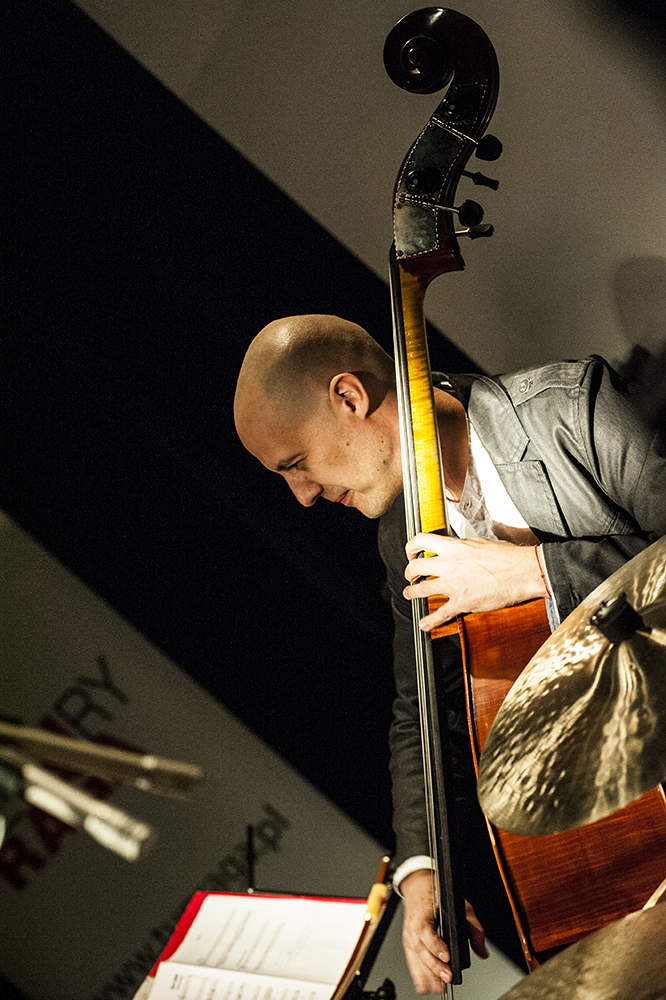
Występ w Teatrze Academia w Warszawie - październik 2012.
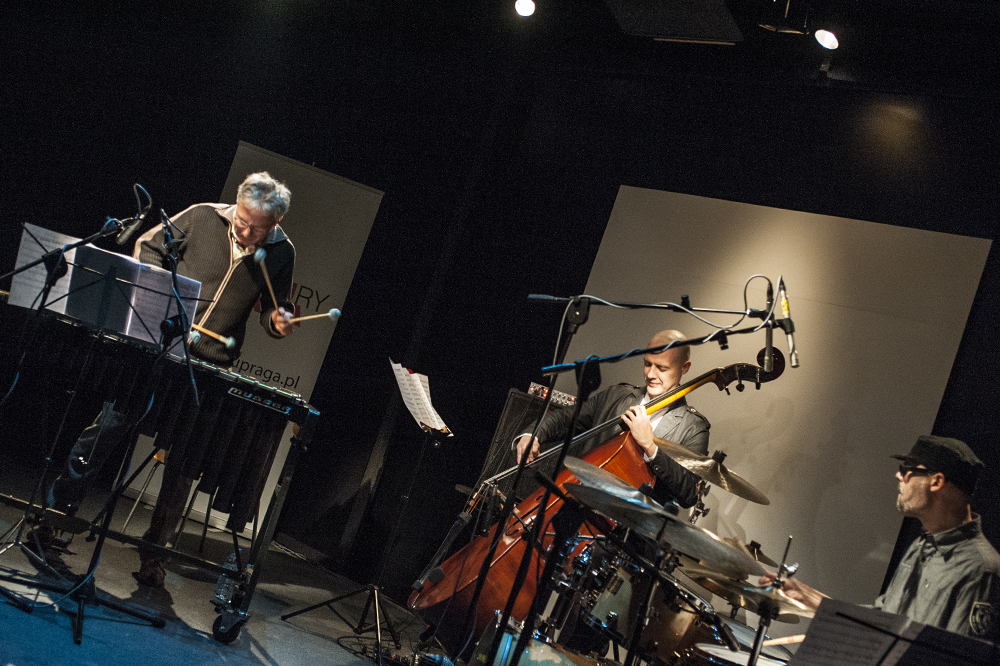
Koncert z Christopherem Dellem - wibrafon, Warszawa - październik 2012.
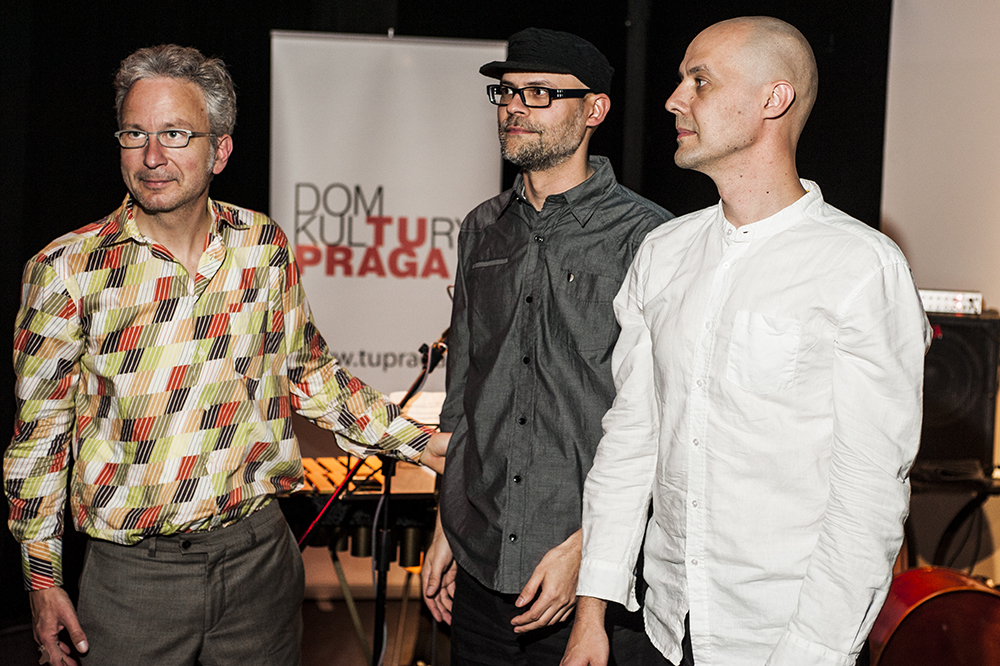
Po koncercie - od lewej Ch.Dell, Bartłomiej Oleś i Marcin Oleś, październik 2012.
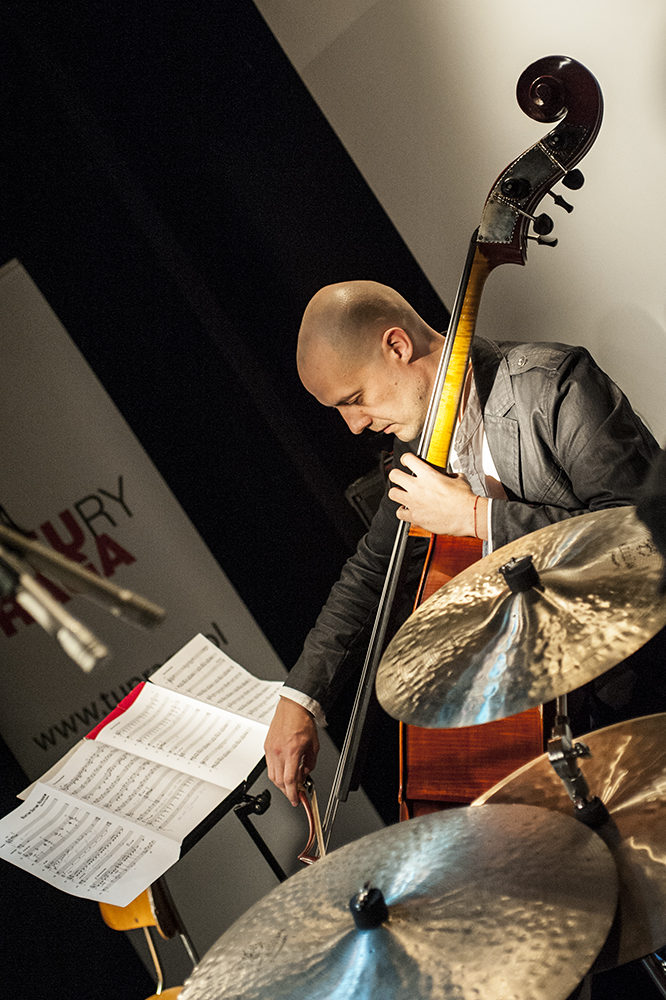
Koncert w Warszawie, październik 2012.